# Glicogeno(amido) sintasi
La glicogeno (amido) sintasi è un enzima appartenente alla classe delle transferasi, che catalizza la seguente reazione:
UDP-glucosio + (1,4-α-D-glucosile)n ⇄ UDP + (1,4-α-D-glucosile)n+1
Il nome accettato varia a seconda della fonte dell'enzima e della natura del suo prodotto sintetico (cf. fosforilasi numero EC 2.4.1.1). La glicogeno sintasi dei tessuti animali è un complesso formato da una subunità catalitica e dalla proteina glicogenina. L'enzima richiede glicogenina glucosilata come primer; questo è il prodotto della reazione della numero EC 2.4.1.186 (glicogenina glucosiltransferasi). Un enzima simile utilizza l'ADP-glucosio (amido sintasi numero EC 2.4.1.21).